# Battle Camp
 (avril 2025).
Battle Camp est une émission de télévision américaine produite par Thames et distribué par Fremantle et diffusée à l'international depuis le 23 avril 2025 sur Netflix.
La première saison a été remportée par Lorenzo Nobilio.

## Concept
Les stars de téléréalité Netflix s'affrontent dans un camp isolé où une roue décide l'élimination. Entre épreuves physiques, sanctions sévères et jeu social, ils luttent pour éviter la roue et gagner 250 000$.

## Cycles du jeu
Le défi : Les équipes s'affrontent dans un défi qui teste leur force mentale et physique. Chaque membre de l'équipe gagnante reçoit l'immunité pour la prochaine élimination, et leurs noms ne peuvent pas être ajoutés à la roue. Quant à l'équipe perdante, chaque membre voit son nom automatiquement ajouté à la roue, augmentant ainsi ses chances de partir.
La punition : L'équipe qui remporte le défi choisit également trois campeurs des équipes adverses pour endurer une punition brutale. Le vainqueur parmi ce groupe garde son nom hors de la roue, tandis que les deux joueurs qui craquent sous la pression voient leurs noms ajoutés à celle-ci.
Le vote : Avant la cérémonie d'élimination, tous les joueurs votent pour le concurrent qu'ils souhaitent éliminer du jeu. À chaque fois qu'un joueur reçoit un vote, son nom est ajouté à la roue, remplissant ainsi les emplacements restants.
La roue : Fabriquée en acier et conçue pour être totalement aléatoire, la roue décide qui est éliminé au Battle Camp. Avec ses 18 emplacements lumineux, son bruit métallique et ses longues rotations, elle est devenue la plus grande crainte des joueurs.

## Format
Au Battle Camp, les campeurs sont divisés en équipes et s'affrontent dans des défis mêlant force physique, stratégie et endurance mentale. L'équipe gagnante obtient l’immunité tandis que l'équipe perdante est exposée à l'élimination. Après un défi et une punition imposée à trois joueurs, tous les participants votent pour éliminer l’un d’entre eux. Les noms sont ajoutés à une roue géante, qui est ensuite tournée pour déterminer de façon aléatoire qui devra quitter le camp. Chaque épisode combine compétition, suspense et stratégie, où la performance seule ne suffit pas à garantir sa survie.

## Épisodes
| Saison | Saison | Épisodes | Épisodes | États-Unis    | États-Unis    |
| Saison | Saison | Épisodes | Épisodes | Début         | Fin           |
| ------ | ------ | -------- | -------- | ------------- | ------------- |
|        | 1      | 10       | 10       | 23 avril 2025 | 23 avril 2025 |

## Saison 1 (2025)
La saison a été commandée par Netflix en mars 2024 et a été tournée au Mexique.
| #  | Participants               | Voix française            | Age | Dernière participation                      | Première apparition | Dernière apparition | Statut    |
| -- | -------------------------- | ------------------------- | --- | ------------------------------------------- | ------------------- | ------------------- | --------- |
| 1  | Lorenzo Nobilio            | Rémi Caillebot            | 28  | Squid Game: The Challenge 1                 | Épisode 1           | Épisode 10          | Gagnant   |
| 2  | Chase DeMoor               | Grégory Quidel            | 28  | Séduction haute tension 2 & Perfect Match 1 | Épisode 5           | Épisode 10          | Finaliste |
| 3  | Georgia Hassarati          | Diane Dassigny            | 28  | Séduction haute tension 3 & Perfect Match 1 | Épisode 1           | Épisode 10          | Finaliste |
| 4  | Shubham Goel               | Jonathan Benhamou         | 29  | The Circle 1 & 5                            | Épisode 1           | Épisode 10          | Finaliste |
| 5  | Polly Brindle              | Chloé Renaud              | 38  | Selling the OC                              | Épisode 2           | Épisode 10          | Finaliste |
| 6  | Quori-Tyler « QT » Bullock | Aurélie Konaté            | 27  | The Circle 6                                | Épisode 1           | Épisode 10          | Finaliste |
| 7  | Trey Plutnicki             | Florent Pochet            | 26  | Squid Game: The Challenge 1                 | Épisode 1           | Épisode 10          | Eliminé   |
| 8  | Nick Uhlenhuth             | Jérémy Martin             | 31  | The Circle 3, Perfect Match 1               | Épisode 4           | Épisode 9           | Eliminé   |
| 9  | Kyle Fuller                | Jonathan Dos Santos       | 33  | The Circle 6                                | Épisode 5           | Épisode 9           | Eliminé   |
| 10 | Morgan Simianer            | Valérie Bescht            | 27  | Cheer                                       | Épisode 4           | Épisode 8           | Eliminée  |
| 11 | Gio Helou                  | Jérémy Martin             | 37  | Selling The OC                              | Épisode 1           | Épisode 7           | Eliminé   |
| 12 | Avori Henderson            | Alice Taurand             | 28  | The Mole 1                                  | Épisode 1           | Épisode 7           | Eliminée  |
| 13 | Bri Balram                 | Alice Taurand             | 27  | Séduction haute tension 6                   | Épisode 3           | Épisode 5           | Eliminée  |
| 14 | Louis Russell              | Vincent Bac-Ninh Pierrard | 24  | Séduction haute tension 5 & 6               | Épisode 1           | Épisode 5           | Eliminé   |
| 15 | Tony Castellanos           | Grégory Quidel            | 25  | The Mole 2                                  | Épisode 1           | Épisode 4           | Abandon   |
| 16 | Gabi Butler                | Valérie Bescht            | 27  | Cheer                                       | Épisode 1           | Épisode 4           | Eliminée  |
| 17 | Irina Solomonova           | Kelly Marot               | 28  | Love Is Blind 4                             | Épisode 1           | Épisode 3           | Eliminée  |
| 18 | Lexi Goldberg              | Chloé Renaud              | 29  | The Ultimatum: Queer Love 1                 | Épisode 1           | Épisode 2           | Eliminée  |

### LE DÉFI
- Épisode 01
  - Équipe gagnante : Les Wolfes (Gabi Butler, Irina Solomonova, Louis Russell, Trey Plutnicki)
  - Équipe perdante : Les Eagles (Georgia Hassarati, Lexi Goldberg, Lorenzo Nobilio, Tony Castellanos)
- Épisode 02
  - Équipe gagnante : Les Bears (Avori Henderson, Gio Helou, QT Bullock, Shubham Goel)
  - Équipe perdante : Les Wolfes (Gabi Butler, Irina Solomonova, Louis Russell, Trey Plutnicki)

- Épisode 03
  - Équipe gagnante : Les Bears (Avori Henderson, Gio Helou, QT Bullock, Shubham Goel)
  - Équipe perdante : Les Wolfes (Bri Balram, Gabi Butler, Louis Russell, Trey Plutnicki)

- Épisode 04
  - Équipe gagnante : Les Bears (Avori Henderson, Gio Helou, QT Bullock, Shubham Goel)
  - Équipe perdante : Les Wolfes (Bri Balram, Louis Russell, Morgan Simianer, Trey Plutnicki)

- Épisode 06
  - Équipe gagnante : Les Eagles (Chase DeMoor, Georgia Hassarati, Lorenzo Nobilio, Nick Uhlenhuth, Polly Brindle,Trey Plutnicki)
  - Équipe perdante :  Les Bears (Avori Henderson, Gio Helou, Kyle Fuller, Morgan Simianer, QT Bullock, Shubham Goel)

- Épisode 07
  - Équipe gagnante : Les Eagles (Chase DeMoor, Georgia Hassarati, Lorenzo Nobilio, Nick Uhlenhuth, Polly Brindle, Trey Plutnicki)
  - Équipe perdante :  Les Bears (Kyle Fuller, Morgan Simianer, QT Bullock, Shubham Goel)

- Épisode 08
  - Équipe gagnante : Les Eagles (Chase DeMoor, Georgia Hassarati, Lorenzo Nobilio, Nick Uhlenhuth, Polly Brindle, Trey Plutnicki)
  - Équipe perdante :  Les Bears (Kyle Fuller, QT Bullock, Shubham Goel)

- Épisode 09
  - Gagnants : Chase DeMoor, Lorenzo Nobilio, Polly Brindle
  - Perdants : Georgia Hassarat, Nick Uhlenhuth, QT Bullock, Shubham Goel, Trey Plutnicki

### LA PUNITION
- Épisode 01 : « Cette punition va faire chauffer les cuisses. »
  - Gagnant : Avori Henderson
  - Perdants : Gio Helou et Lexi Goldberg

- Épisode 02 : « Cette punition est un test de courage à vous glacer le sang. »
  - Gagnant : Georgia Hassarati
  - Perdants : Irina Solomonova et Lorenzo Nobilio

- Épisode 03 : « Pour certains, cette punition pourrait être un pas dans la mauvaise direction. »
  - Gagnant : Gabi Butler
  - Perdants : Bri Balram et Polly Brindle

- Épisode 04 : « Cette punition mettra à l’épreuve le maintien et la posture de chacun. »
  - Gagnant : Nick Uhlenhuth
  - Perdants : Morgan Simianer et Trey Plutnicki

- Épisode 07 : « Dans cette punition, vous essaierez de digérer votre victoire. »
  - Gagnant : Kyle Fuller
  - Perdants : Morgan Simianer et QT Bullock

- Épisode 08 : « Retenue »
  - Gagnant : Shubham Goel
  - Perdants : Kyle Fuller et QT Bullock

- Épisode 09 : « Cette punition mènera les joueurs à s'accrocher pour leur survie. »
  - Gagnant : Trey Plutnicki
  - Perdants : Nick Uhlenhuth et Shubham Goel

### Détail des votes
| Participants | Épisode 1 | Épisode 2 | Épisode 3 | Épisode 5 | Épisode 6 | Épisode 7 | Épisode 8 | Épisode 9 | Épisode 10 |
| ------------ | --------- | --------- | --------- | --------- | --------- | --------- | --------- | --------- | ---------- |
| Lorenzo      | Avori     | Irina     | Louis     | Morgan    | Avori     | Kyle      | Kyle      | Trey      | Georgia    |
| Chase        | Absent    | Absent    | Absent    | Absent    | QT        | Trey      | Trey      | Trey      | Polly      |
| Georgia      | Avori     | Irina     | Tony      | Morgan    | QT        | Morgan    | Kyle      | Trey      | Lorenzo    |
| Shubham      | Lexi      | Irina     | Tony      | Bri       | Chase     | Chase     | Chase     | Chase     | QT         |
| Polly        | Absente   | Irina     | Louis     | Louis     | QT        | Trey      | Kyle      | Nick      | Chase      |
| QT           | Lexi      | Irina     | Bri       | Nick      | Avori     | Chase     | Chase     | Trey      | Shubham    |
| Trey         | Avori     | Irina     | Polly     | Nick      | Avori     | Chase     | Kyle      | Nick      | Éliminé    |
| Nick         | Absent    | Absent    | Absent    | Louis     | Avori     | Trey      | Kyle      | Trey      | Éliminé    |
| Kyle         | Absent    | Absent    | Absent    | Absent    | Trey      | Lorenzo   | Trey      | Éliminé   | Éliminé    |
| Morgan       | Absente   | Absente   | Absente   | Nick      | Chase     | Georgia   | Éliminée  | Éliminée  | Éliminée   |
| Gio          | Lexi      | Irina     | Tony      | Nick      | Trey      | Éliminé   | Éliminé   | Éliminé   | Éliminé    |
| Avori        | Lexi      | Irina     | Bri       | Nick      | Trey      | Éliminée  | Éliminée  | Éliminée  | Éliminée   |
| Bri          | Absente   | Absente   | Polly     | Nick      | Éliminée  | Éliminée  | Éliminée  | Éliminée  | Éliminée   |
| Louis        | Avori     | Irina     | Polly     | Nick      | Éliminé   | Éliminé   | Éliminé   | Éliminé   | Éliminé    |
| Tony         | Lexi      | Irina     | Trey      | Abandon   | Abandon   | Abandon   | Abandon   | Abandon   | Abandon    |
| Gabi         | Avori     | Irina     | Tony      | Éliminée  | Éliminée  | Éliminée  | Éliminée  | Éliminée  | Éliminée   |
| Irina        | Avori     | Tony      | Éliminée  | Éliminée  | Éliminée  | Éliminée  | Éliminée  | Éliminée  | Éliminée   |
| Lexi         | Avori     | Éliminée  | Éliminée  | Éliminée  | Éliminée  | Éliminée  | Éliminée  | Éliminée  | Éliminée   |

### Épisodes
| №  | #  | Noms français                       | Noms originaux             | Date de sortie |
| -- | -- | ----------------------------------- | -------------------------- | -------------- |
| 1  | 1  | Bienvenue dans Battle Camp !        | Welcome to Battle Camp!    | 23 avril 2025  |
| 2  | 2  | Un châtiment glaçant                | Frozen Out                 | 23 avril 2025  |
| 3  | 3  | En traître                          | Blindsided                 | 23 avril 2025  |
| 4  | 4  | Rancœur                             | BeTreyed                   | 23 avril 2025  |
| 5  | 5  | Le recrutement                      | Draft Day                  | 23 avril 2025  |
| 6  | 6  | La bataille des Ourses              | Battle of the Bears        | 23 avril 2025  |
| 7  | 7  | Un loup dans le nid des aigles      | A Wolf in the Eagle's Nest | 23 avril 2025  |
| 8  | 8  | Propos inconsidérés, bateaux coulés | Loose Lips Sink Ships      | 23 avril 2025  |
| 9  | 9  | De l'huile sur le feu               | Fanning the Flames         | 23 avril 2025  |
| 10 | 10 | Le dernier tour de roue             | The Final Spin             | 23 avril 2025  |